# Tintenbeutel
Als Tintenbeutel wird bei Kopffüßern ein Organ bezeichnet, in dem ein dunkel gefärbtes Sekret gespeichert wird. Neben Melaninen enthält es Sepia. Diese Tinte kann, wenn das Tier sich bedroht fühlt, durch die trichterförmige Öffnung  ausgestoßen werden, sodass es sich leichter hinter der dunklen Farbstoffwolke durch Flucht entziehen kann.
Tintenbeutel sind in einigen Fällen auch fossil überliefert. Der Farbton Sepia brauner Schreibtinte ist nach der Tinte des gleichnamigen Kopffüßers benannt.